# محطة جون اموس للطاقة
محطة جون اموس للطاقة هي محطة توليد كهرباء تعمل بالفحم من ثلاث وحدات تملكها وتشغلها شركة امريكان الكتريك بور.

## نبذة
تعمل محطة جون اموس للطاقة بقوة 2933 ميجاوات، وتعد أكبر محطة توليد في شركة امريكان الكتريك بور.

## التسمية
سميت محطة جون اموس للطاقة على اسم عضو مجلس الشيوخ البارز، ورئيس اللجنة الوطنية الديمقراطية وعضو مجلس إدارة امريكان الكتريك بور من ولاية فرجينيا.